# Aude Gbédjissi
Aude Gbédjissi, née le 18 décembre 1998 à Tori-Bossito, est une footballeuse internationale béninoise. Nouvelle recrue du Racing Club de Lens, elle termine meilleure buteuse en Ligue 2 pendant la saison 2023-2024 en tant qu'attaquante après avoir inscrit 15 buts précédemment avec Yzeure dans le même championnat.
Lors de la saison 2024-2025, elle termine meilleure buteuse et meilleure passeuse du championnat de Ligue 2 avec 15 buts et 7 passes decisives. Elle aura donc joué un rôle crucial dans l'accession du RCLens à la D1 Arkema, l'élite du football féminin français, pour la saison 2025-2026

## Biographie
Elle nait le 8 décembre 1998, à Azohouè Cada, à Tori-Bossito dans le département de l'Atlantique au sud Bénin. D'une taille moyenne de 1m 60, elle quitte son village natal pour participer à un tournoi de football en salle au Hall des arts à Cotonou où elle se fait repérer par le centre de formation Rosa Espérance qu'elle intègre  en 2013.

### Carrière  en club
Conseillée par son coach formateur, elle quitte son pays d'origine pour  la Côte d'Ivoire après l'obtention de son baccalauréat. Elle s'engage avec Abdul Ivoire Service Football Club en deuxième division. En trois ans, de 2018 à 2021, la footballeuse s'érige en meilleure buteuse  de la deuxième et de la première division du championnat féminin ivoirien  où elle inscrit 16 buts et délivre 12 passes décisives en 17 matchs.
Ses performances l'amènent, en 2021, au Racing Club de Saint Denis en Régional 1.
Six mois plus tard, elle est transférée à Yzeure Football Club Auvergne en Ligue 2 où elle inscrit 15 buts pendant la saison 2022-2023. En août 2023, elle est recrutée au Racing Club de Lens, et s’impose dans le 11 type de l’entraîneur Sarah M'Barek en attaque. Durant cette saison, elle est la deuxième joueuse la plus utilisée de Lens avec 21 présences derrière sa coéquipière Kahissa Saïdi Muscara (22). Elle finit meilleure buteuse de Lens et de la ligue 2 française avec 14 buts et cinq passes décisives au compteur.

## Distinctions individuelles
- Elle est sacrée  Meilleure Amazone à l’étranger aux « Trophées Footeuses 229 »[9];
- Meilleure  buteuse de la ligue 2 et de Lens en 2023-2024 (14 buts);
- Meilleure buteuse de la ligue ivoirienne en 2020-2021[10].

## Statistiques

### En club
| Statistiques partielles de Aude Gbédjissi | Statistiques partielles de Aude Gbédjissi | Statistiques partielles de Aude Gbédjissi | Statistiques partielles de Aude Gbédjissi | Statistiques partielles de Aude Gbédjissi |
| Club                                      | Saison                                    | Buts                                      | Matchs                                    | Réf.                                      |
| ----------------------------------------- | ----------------------------------------- | ----------------------------------------- | ----------------------------------------- | ----------------------------------------- |
| Racing Club de Lens                       | 2023-                                     | 26                                        | 37                                        | [ 1 ]                                     |
| Football féminin Yzeure Allier Auvergne   | 2022-2023                                 | 15                                        | 21                                        | [ 8 ]                                     |
| Racing Club de Saint Denis                | 2021                                      | 17                                        | 16                                        | [ 11 ]                                    |
| Abdul Ivoire                              | 2020-2021                                 | 13                                        | 10                                        | [ 2 ]                                     |